# Lagonosticta larvata
El amaranta carinegra (Lagonosticta larvata) es una especie de ave paseriforme de la familia Estrildidae propia de África subsahariana septentrional.

## Taxonomía
La amaranta carinegra fue descrita científicamente por el naturalista alemán Eduard Rüppell.
Se reconocen tres subespecies:
- L. l. larvata (Rüppell, 1840) - ocupa el este de Sudán y Sudán del Sur y oeste de Etiopía;
- L. l. vinacea (Hartlaub, 1857) - se extiende de Senegal y Gambia al oeste de Mali y Guinea. Anteriormente se consideraba una especie separada pero los estudios de Forbes-Watson de 1993 condujeron a incluirla dentro de L. larvata;
- L. l. nigricollis Heuglin, 1863 - se encuentra desde el centro y sur de Mali a Sudán y Uganda.

## Distribución
Se extiende desde Senegal y Mali hasta el oeste de Etiopía.